# کومارکاخ
 کومارکاخ (Kʼicheʼ: [qʼumarˈkah]) (که گاهی به عنوان Gumarkaaj، Gumarcaj، Cumarcaj یا Kumarcaaj خوانده می‌شود) مکانی باستان‌شناسی در جنوب غربی بخش ال کوشی گواتمالا است. کومارکاخ همچنین به عنوان Utatlán، نیز شناخته شده می‌شود. این نام از Kʼicheʼ Qʼumarkah «محل نیهای قدیمی» گرفته شده‌است.
با ورود اسپانیایی‌ها در اوایل قرن شانزدهم کومارکاخ یکی از قدرتمندترین شهرهای مایا بود. این مرکز پایتخت Kʼicheʼ مایا بود. کومارکاخ در اوایل سلطنت پادشاه Qʼuqʼumatz در اوایل قرن ۱۵ ساخته شد، بلافاصله در شمال Pismachiʼ. در سال ۱۴۷۰، این شهر با شورش میان اشراف که منجر به از بین رفتن متحدین کلیدی Kʼicheʼ شد، تضعیف شد.